# Acmonital
Acmonital-ul este un oțel inoxidabil produs în Italia, acronim pentru Acciaio Monetario Italiano (oțel monetar italian). Din acmonital erau confecționate vechile monede italiene (dinaintea introducerii Euro) cu valoarea nominală de 50 și 100 lire.  